# Eustache White
Pour les articles homonymes, voir White.
Eustache White (en anglais : Eustace White), né en 1559 à Louth, Lincolnshire et exécuté en 1591 à Tyburn, est un prêtre catholique anglais, martyrisé durant les persécutions anti-catholiques, sous le règne de la reine Élisabeth Ire.

## Biographie
Né à Louth, Lincolnshire en 1559, il se convertit au catholicisme et est désavoué par son père. Il voyage en Europe pour étudier la prêtrise et est ordonné, probablement au collège anglais de Rome en 1588. Plus tard dans l'année, en pleine période de l'Armada espagnole, il retourne en Angleterre pour y exercer son ministère. Le sentiment anti-catholique en est alors à son paroxysme.
Une conversation amicale avec un compagnon de voyage conduit à son arrestation, dans le Dorset, trois ans plus tard, en 1591. Eustache se défend très bien devant le tribunal local mais n'a aucune chance de se défendre à la cour de Londres, où il est torturé. Quelque temps plus tard, il est pendu, traîné sur une claie jusqu'à la potence et écartelé. Le même jour sont pendus à Tyburn Edmond Gennings, Polydore Plasden, prêtres comme lui, Swithun Wells, Sydney Hodgson, Brian Lacey et John Mason, quatre laïcs. Ensemble ils ont été classifiés par les historiens comme les martyrs de Londres de 1591.

## Vénération
Il est l'un des Quarante martyrs d'Angleterre et de Galles béatifié par Pie XI et canonisé par Paul VI. L'Église catholique le commémore le 10 décembre individuellement, et en groupe le 25 octobre